# Grégoire Ndahimana
Grégoire Ndahimana (nascut en 1952) és l'antic alcalde de Kivumu, Ruanda. Acusat i arrestat per presumptes delictes de guerra per part del Tribunal Penal Internacional per a Ruanda, Ndahimana és considerat una de les figures clau del genocidi de Ruanda de 1994 i es diu que havia assassinat fins a 6.000 tutsis. Fou jutjat a Arusha, Tanzània, on hi ha els tribunals del TPIR.

## Paper en el genocidi ruandès
Ndahimana va ser l'alcalde de Kivumu, la seva ciutat de naixement a Ruanda, on presumia que havia comès la caça i la mort del poble tutsi. El TPIR el va acusar de conspirar per matar a més de 2.000 civils tutsis ordenant l'enderrocament d'una església local que els protegia. Ndahimana suposadament va conspirar amb Athanasa Seromba, un sacerdot catòlic que va ser condemnat pel TPIR el 2008 per la mateixa massacre. Dels 6.000 tutsis que vivien a la ciutat de Ndahimana mentre era alcalde, gairebé tots van ser assassinats en el genocidi.
Segons els informes, Ndahimana, la policia local i diversos funcionaris del govern suposadament van començar a massacrar refugiats tutsis a la parròquia de Nyange el 10 d'abril de 1994. Aproximadament 2.000 refugiats estaven dins. Després d'un setge de dos dies, Ndahimana es va reunir amb altres líders a l'àrea local, inclòs el rector i, el 15 d'abril, es va prendre la decisió de fer derruir l'església.

## Recerca i captura
Ndahimana rs trobava entre tretze criminals de guerra del genocidi que es pensava que no s'havien capturat, i va ser considerat un sospitós «Categoria 1» pel TPIR, un rang reservat per als intel·lectuals del genocidi de 1994. En maig de 2008 el Departament d'Estat dels Estats Units va publicar un cartell de Recompenses per la Justícia que afirmava que podia pagar una part de la recompensa de 5 milions de dòlars per obtenir informació que portés a la seva captura.
L'11 d'agost de 2009, Ndahimana va ser capturat per una força combinada ruandès-congolès. Ndahimana s'havia amagat entre els guerrillers del FDLR, segons el ministre d'informació de congolès Lambert Mende. El FDLR o Forces Democràtiques d'Alliberament de Ruanda són un grup amb un gran component hutu que van participar en el genocidi ruandès el 1994. Els soldats van arrestar Ndahimana en un poble de Kivu del Nord després de sorprendre'l mentre "anava a buscar menjar a la població local", segons el portaveu de l'exèrcit, Olivier Hamuli. L'arrest fou anunciat l'endemà. Ndahimana havia estat amagay durant 15 anys i, segons el ministre de Justícia de Ruanda Tharcisse Karugarama, era considerat pel govern com a "... un dels grans". El judici de Ndahimana's es va celebrar a Tanzània, a la seu del TPIR. El 20 de setembre de 2009, Ndahimana va ser transferit de la RDC a la custòdia de l'ICTR a Arusha, Tanzània, on va ser jutjat. El 17 de novembre de 2011 fou condemnat a 15 anys de presó.